# Río Tug Fork
El río Tug Fork es un afluente del río Big Sandy, de 256 km de largo, ubicado en Estados Unidos, entre el suroeste de Virginia Occidental y el este de Kentucky. Junto con el Big Sandy y el Ohio, es parte de la cuenca del río Misisipi. Casi todo su curso forma la mayor parte del límite entre los estados de Virginia Occidental y Kentucky.
El río Tug Fork nace en las montañas Apalaches en el extremo suroeste de Virginia, al sur del condado de McDowell (Virginia Occidental), cerca del límite estatal. Sigue un curso de meandros atravesando las montañas en dirección mayormente noroeste, pasando Welch (Virginia Occidental). Aproximadamente a 32 km al noroeste de Welch, se acerca a 6 km del límite estatal entre el noreste de Virginia Occidental y el suroeste de Virginia. El resto de su curso forma parte del límite entre el este de Virginia Occidental y el oeste de Kentucky, dirigiéndose al noroeste Williamson (Virginia Occidental). Se une al río Levisa Fork en Louisa (Kentucky) para formar el Big Sandy.
En su curso superior el río recorre una región especialmente montañosa. El valle del río entre el condado de Pike (Kentucky) y el condado de Mingo, Virginia Occidental, fue el escenario del conflicto entre los Hatfield y los McCoy durante la segunda mitad del siglo XIX.

## Origen del nombre
El toponimista George Rippey Stewart recogió varias versiones sobre el origen del nombre «Tug Fork». Una de ellas dice que en 1756 un pequeño ejército de virginianos y cheroquis atacaron varias veces a los shawnee. En cierto momento mataron dos búfalos para alimentarse y dejaron carne colgada de un árbol para aprovecharla después. Cuando regresaron por más provisiones, tomaron los restos y los cortaron en tiras (llamadas «tugs»), cocinaron y comieron. Por esta razón, la corriente de agua recibió el nombre de «Tug». Otra versión posible es que el término provenga del cheroqui «tugulu», usado para referirse a las bifurcaciones o meandros, como en el caso del río Tugaloo y otras corrientes de agua que también recibieron el nombre «tug» en tierras cheroquis.
En 1975 el United States Board on Geographic Names estableció que su nombre oficial es Tug Fork.